# Prismatomeris tetrandra
Prismatomeris tetrandra là một loài thực vật có hoa trong họ Thiến thảo. Loài này được (Roxb.) K.Schum. miêu tả khoa học đầu tiên năm 1891.